# Klooster van Gempe

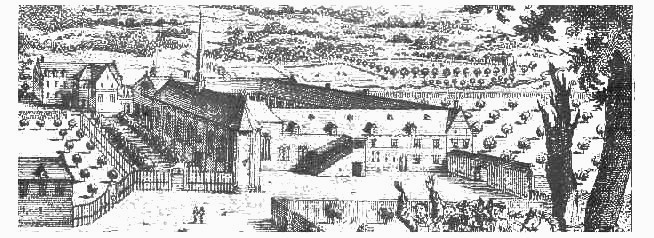
Klooster rond 1704

Het klooster van Gempe ('s Hertogen Eiland - Insula Ducis - l'Ile Duc) is een voormalige priorij van zusters norbertinessen (zie: premonstratenzers). Gempe is een gehucht van de gemeente Tielt-Winge, in Vlaams-Brabant (België).
De stichting in 1219 wordt toegeschreven aan ridder Renier van Udekem, 'heer van Schaffen en Lubbeek'. Volgens de kroniek zou de ridder beslist hebben zijn hof te Pellenberg om te vormen tot een vrouwenklooster, om een waardige toekomst te verzekeren aan zijn acht vrome dochters. De nieuwe instelling kwam zeer vlug in moeilijkheden met de abdij van Park te Heverlee: volgens de regels van Prémontré lag het klooster te dicht bij de abdij.
Hertog Hendrik I van Brabant redde het klooster van de afschaffing door de Orde van Prémontré, doordat hij in 1229 aan het klooster 12 bunder laag gelegen grond en een watermolen schonk, gelegen te Gempe onder Sint-Joris-Winge. De hertog voerde hiermee een bewuste politiek: door de schenking van gronden aan kloosters en abdijen werd het hertogdom verder ontgonnen. 
De nieuwe kloostergemeenschap vestigde zich te Gempe, ergens in de buurt van het huidige gehucht. Het klooster verkreeg het tiendenrecht van drie parochies uit de omgeving: Kortrijk-Dutsel, Nieuwrode en Sint-Joris-Winge. Met de watermolen, de gronden en de tienden ontstond een zekere financiële autonomie ten opzichte van de abdij van Park, die evenwel de proost bleef leveren tot bij de afschaffing in 1793. Een periode van groei ving aan dankzij vele schenkingen van grond, geld en renten.
De eerste vestigingsplaats te Gempe schonk geen voldoening: de toenmalige baan van Leuven naar Diest lag te dichtbij en de plaats was te vochtig. In 1252 verhuisde het klooster naar zijn definitieve vestigingsplaats op 600 meter ten zuiden van het gehucht Gempe, stroomopwaarts langs de Molenbeek. Het is niet duidelijk of de naam "'s Hertogen Eiland" van de eerste of de tweede vestiging te Gempe afkomstig is.
Het gedrag van de proost zette paus Innocentius VIII in 1487 aan, het klooster volledig onder leiding te brengen van de abt van Park. Van dan af werd door Park een prior aangesteld die in Gempe verbleef. Deze nieuwe situatie duurde tot in 1698.
In 1618 werd Gempe gelast met de hervorming van het klooster Keizerbosch te Neer bij Roermond (Nederland). In 1782 werd een meisjesschool voor de kinderen van de omgeving opgericht opdat de priorij niet zou afgeschaft worden door de regering van Jozef II.
De voor het klooster voorspoedige achttiende eeuw werd dramatisch beëindigd met de opheffing van de instelling in 1795 tijdens de Franse Revolutie. Alle bezittingen werden door de Franse overheerser in beslag genomen. Het klooster werd verkocht en afgebroken. Op de plaats werd in 1828 het kasteel van Gempe opgetrokken. De omheiningmuur en de stallingen van het klooster zijn nog bestaande.